# Uta Frommater
Uta Frommater (* 12. Dezember 1948 in Oldenburg) ist eine ehemalige deutsche Schwimmerin, die 1968 eine olympische Bronzemedaille mit der Lagenstaffel gewann.

## Werdegang
Uta Frommater schwamm für den SV 02 Oldenburg. Schon 1964 nahm sie an den innerdeutschen Olympiaausscheidungen teil. 1965 gewann sie ihre erste Deutsche Meisterschaft auf der 200-Meter-Bruststrecke. 1967, 1968 und 1969 gewann sie den Meistertitel sowohl auf der 100-Meter-Bruststrecke als auch auf der 200-Meter-Distanz.
Bei den Olympischen Spielen 1968 in Mexiko-Stadt gewann die deutsche 4-mal-100-Meter-Lagenstaffel in der Besetzung Angelika Kraus, Uta Frommater, Heike Hustede und Heidemarie Reineck in 4:36,4 Minuten Bronze hinter den Staffeln aus den USA und Australien. Zwei Tage später verpasste Uta Frommater als Vierte des 100-Meter-Brustfinales die Bronzemedaille nach 1:16,2 Minuten um 0,1 Sekunden. 1970 bei den Europameisterschaften gewann die deutsche Lagenstaffel in der gleichen Besetzung wie 1968 Bronze; über 100 Meter Brust gewann Frommater in 1:16,9 Silber hinter Galina Stepanowa.
Für ihre sportlichen Leistungen wurde sie am 27. November 1968 mit dem Silbernen Lorbeerblatt ausgezeichnet.